# Fondo d'en Roig
Le Fondo d'en Roig est un site archéologique de culture ibérique situé à Cunit, province de Tarragone en Catalogne,. 
Il correspond à une petite ferme ibérique active entre les IVe et IIIe siècles av. J.-C. avant JC. C'est l'un des rares établissements ruraux ibériques situés en Catalogne conservés en bon état. Il est classé Bien culturel d'intérêt national.

## Historique
Les fondations de cette habitation protohistorique de la tribu des Cessetani a été découverte lors de relevés préalables à la construction de l'autoroute C-32  et le site a été fouillé en 1996. Il est visible sous l'infrastructure de l'autoroute.

## Description
La particularité du complexe réside dans les précieuses données qu'il a fournies sur les activités que les habitants y exerçaient.
Sa singularité est liée aux données fournies par les fouilles comme les céramiques et les deux fours qui relient l'établissement à une série d'activités comme la production agricole: stockage de céréales, d'huile, de vin, etc. Il est probable que l'implantation soit liée à l'exploitation d'une route de transhumance qui reliait la côte à l'intérieur.